# مطار يونتشنغ قوانقونغ
مطار يونتشنغ تشانغشياو (بالصينية: 运城 张孝 机场)(إياتا: YCU، إيكاو: ZBYC) يقع في مدينة يونتشنغ في جمهورية الصين الشعبية. على بعد 11 كيلومترًا شمال شرق وسط المدينة. ويسمى أيضًا عن طريق الخطأ مطار يونتشنغ قوانقونغ (بالصينية: 运城 关 公 机场)، في إشارة إلى قوانقونغ، البطل الموقر للصين القديمة الذي كان من منطقة يونتشنغ.
صنف مطار يونتشنغ تشانغشياو في المرتبة الحادية والستون في الصين من حيث عدد الركاب عام 2011 وفقًا لإدارة الطيران المدني في الصين، حيث تعامل مع 749,924 راكب، وبلغ إجمالي حركة الطائرات (القادمة والمغادرة) 8,132 طائرة وقد بلغت كمية البضائع المنقولة عبر المطار 2,193 طن.

## شركات الطيران والوجهات
| شركـات طيـران          | الوجهات |
| ---------------------- | --- |
| طيران الصين            | مطار بكين العاصمة الدولي، مطار جينغديو الجديد، مطار تشونغتشينغ جيانغبى الدولي، مطار قوانغتشو باييون الدولي، مطار قوييانغ لونغدونغابو الدولي، مطار هانغتشو شياوشان الدولي، مطار شنيانغ الدولي، مطار أورومتشي الدولي |
| خطوط شرق الصين الجوية  | مطار داليان الدولي، مطار جينان الدولي، مطار كونمينغ جانغشوي الدولي، مطار غينغادو جياودونغ الدولي، مطار شانغهاي بودنغ الدولي، مطار ووهان الدولي |
| خطوط جنوب الصين الجوية | مطار قوانغتشو باييون الدولي |
| Kunming Airlines       | مطار تشانغشا هوانغوا الدولي |
| خطوط شينزين الجوية     | مطار قويلين يانغ جيانغ الدولي، مطار هانغتشو شياوشان الدولي، مطار هاربين الدولي، مطار كونمينغ جانغشوي الدولي، مطار نانتشانغ تشانغبى الدولي، مطار نانجينغ الدولي، مطار نانينغ الدولي، مطار نينغبو ليش الدولي، مطار جينجيانغ تشيوانتشو، مطار سانيا فينيكس الدولي، مطار شينزين باوان الدولي، مطار ونزهو يونجقيانج الدولي، مطار ووهان الدولي، مطار سنن شوفانغ الدولي، مطار تشوهاى سانزو |
| خطوط زيامن الجوية      | مطار تشانغتشون الدولي، مطار تشانغشا هوانغوا الدولي، مطار فوتشو تشانغله الدولي، مطار حيفي شينكياو الدولي، مطار نانجينغ الدولي، مطار تيانجين الدولي، مطار شيامن قاوتشي الدولي |